# Barrio Altos del Golfo (Caleta Olivia)
El barrio Altos del Golfo es un barrio caletense en el departamento Deseado, provincia de Santa Cruz, Argentina. Integra el municipio de Caleta Olivia. Por su distancia de 2,3 km del centro de la ciudad es uno de los barrios más alejados del núcleo central de la ciudad. Es un barrio construido en el sector norte con algo más de 350 habitantes.
La densidad del distrito es de 2 187,5 hab./km² .

## Desarrollo del lugar

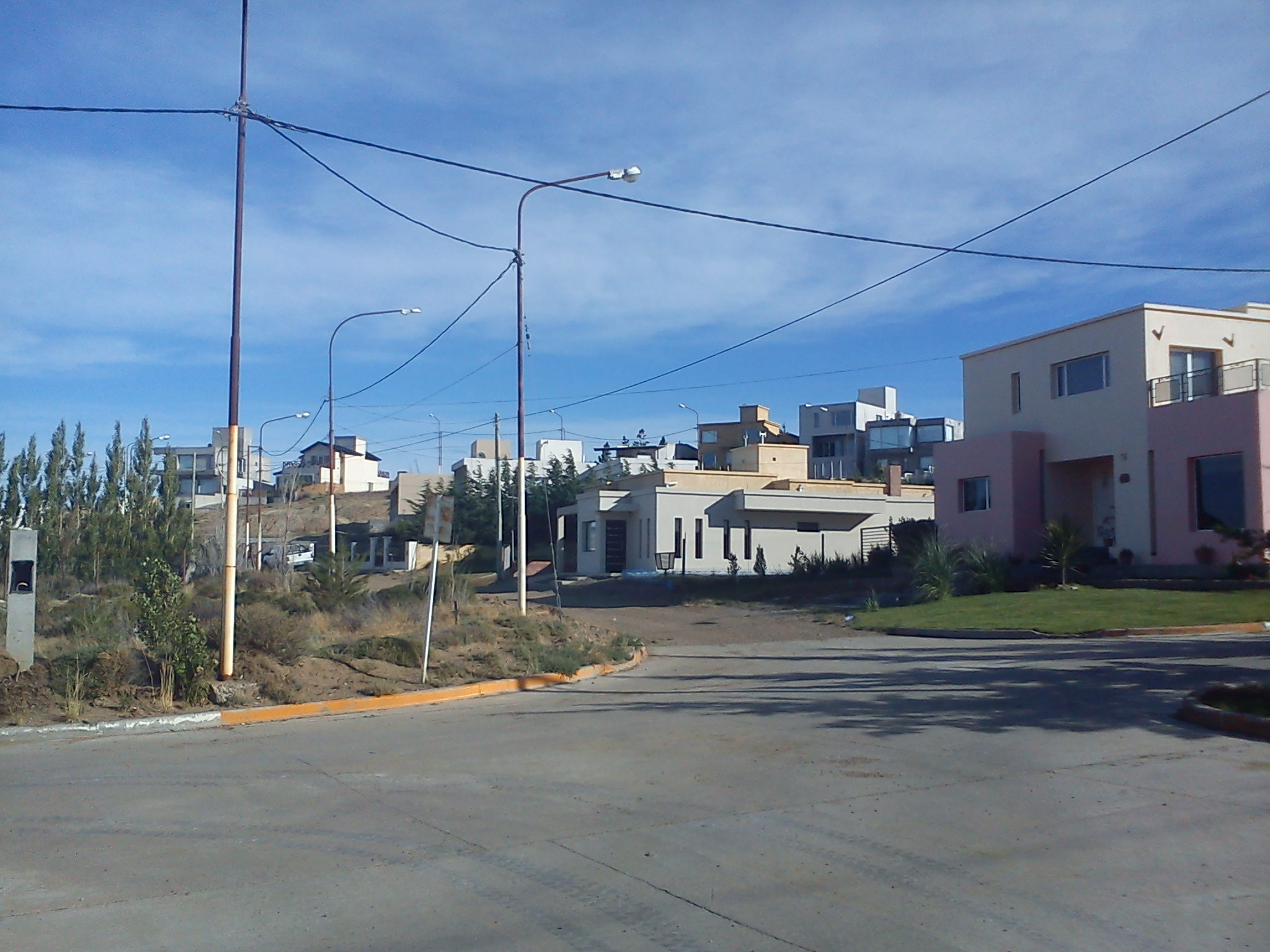
Casas con una alta valoración económica se asientan.

El barrio se encuentra en el Sector 1, el área del barrio es de 10 manzanas o 16 ha. Se caracteriza por ser el más alejado al norte, por contener casas de gran costo y calles irregulares, además de contener una gran vegetación lo que lo hace un barrio muy destacado. A este barrio se lo suele denominar vulgarmente como Barrio Privado ya que se encuentra aislado tanto de manera artificial como natural, y porque las personas más adineradas de la ciudad residen en él. Aquí se encuentra la residencia que alojaba al ex intentente comunal Fernando Cotillo.
Sus principales arterias son: Avda. Paseo del Golfo y Autovía Comodoro Rivadavia - Caleta Olivia. Este barrio residencial es precario en materia de salud y educación, ya que el CIC o Centro de Salud más cercano está a 2,03 Km, la Escuela y el Jardín a 1,6 km y el Colegio a 3 km. Estas medidas son tomadas desde la Avda. Paseo del Golfo esq. Ruta 3.
| Noroeste: Tierras Municipales | Norte: Tierras Municipales                      | Noreste: Océano Atlántico     |
| Oeste: Tierras Municipales    |                                                 | Este: Playa Las Roquitas      |
| Suroeste Playa de Tanques YPF | Sur: Playa de Tanques YPF, Barrio Mar del Plata | Sureste: Barrio Mar del Plata |

## Galería

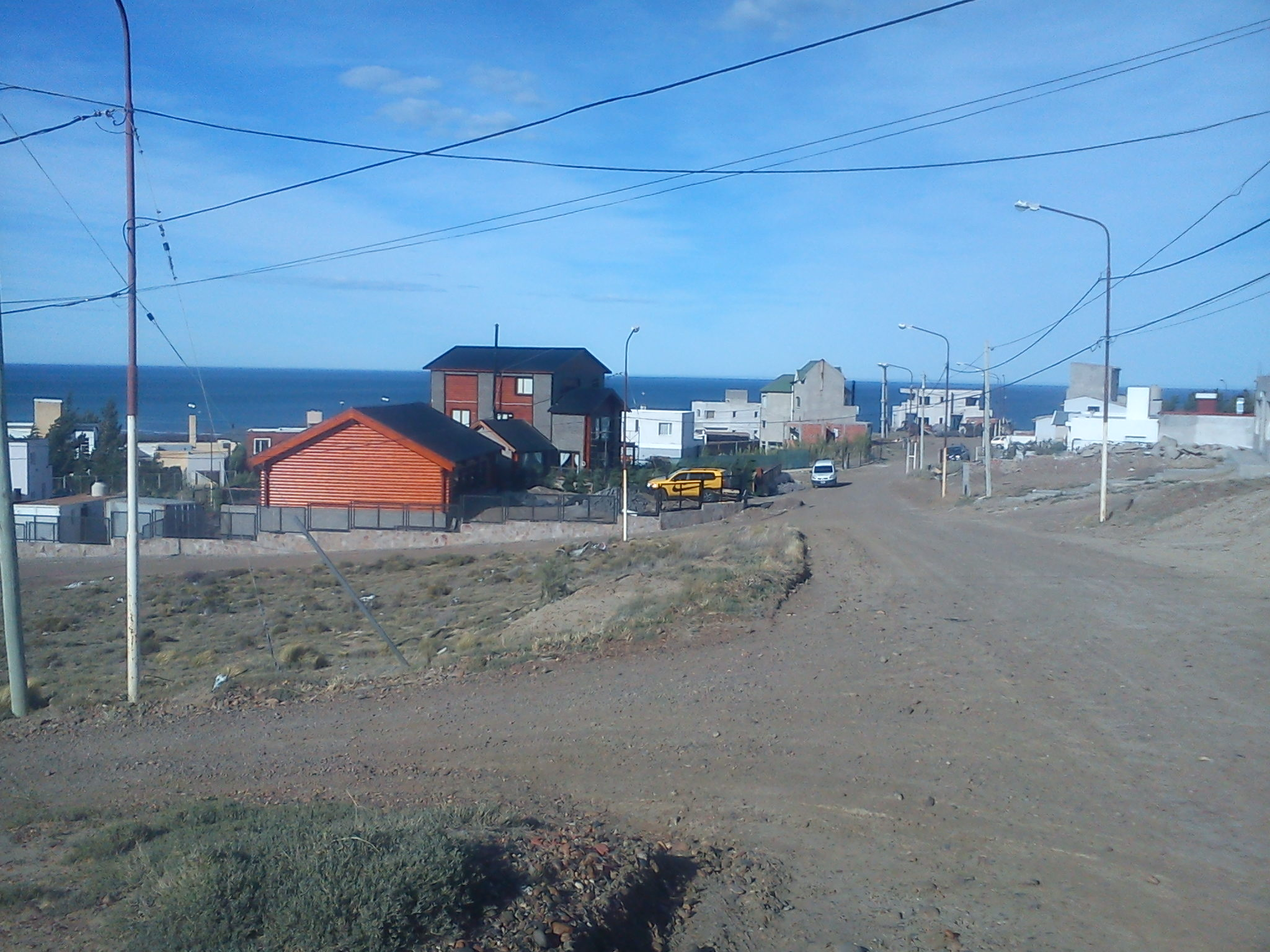
Es muy común observar calles despobladas sobre el barrio.
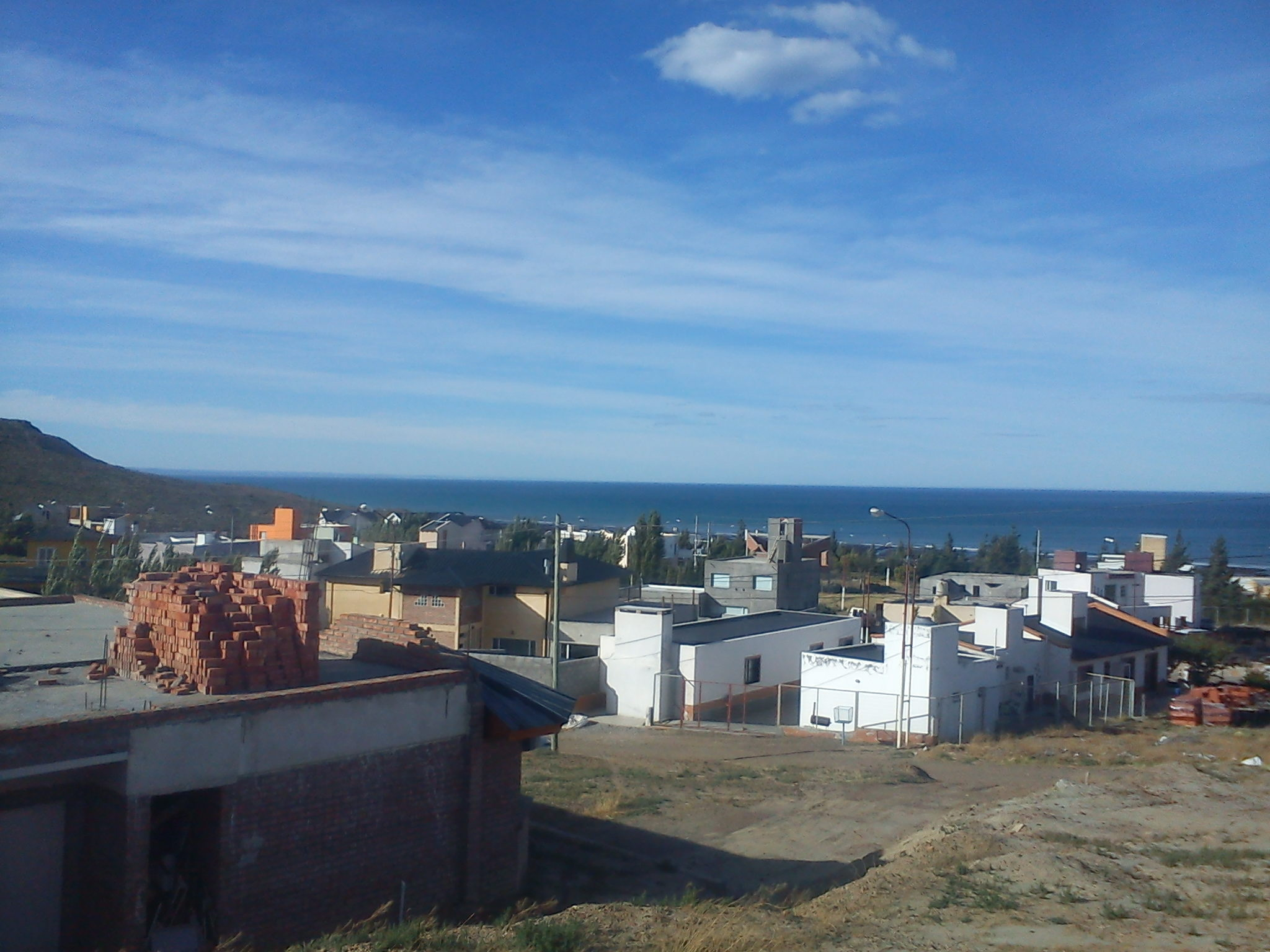
Se aprecia una hermosa vista hacia el Mar Argentino.
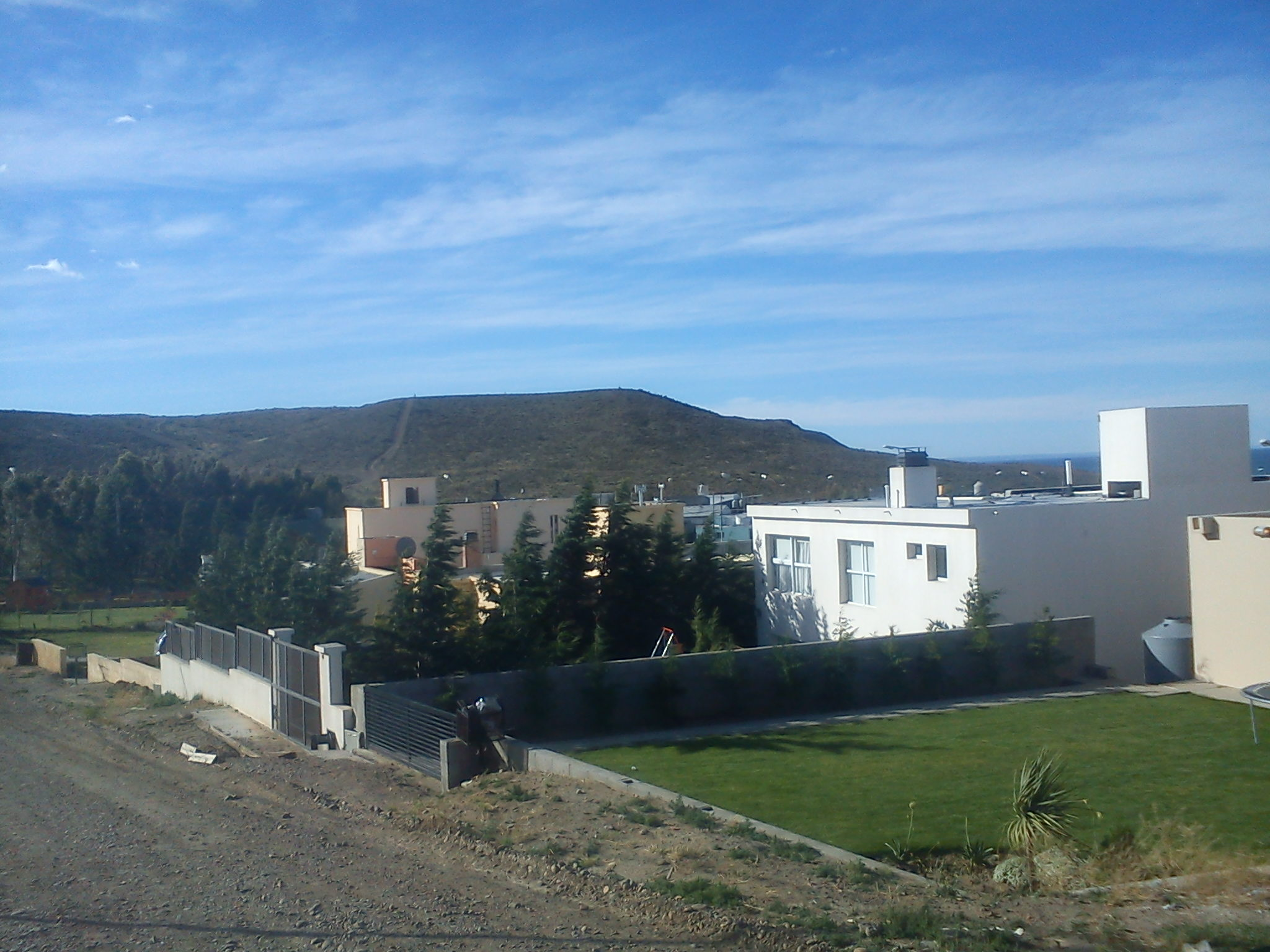
Los cerros anónimos acojen y abrigan este suburbio.
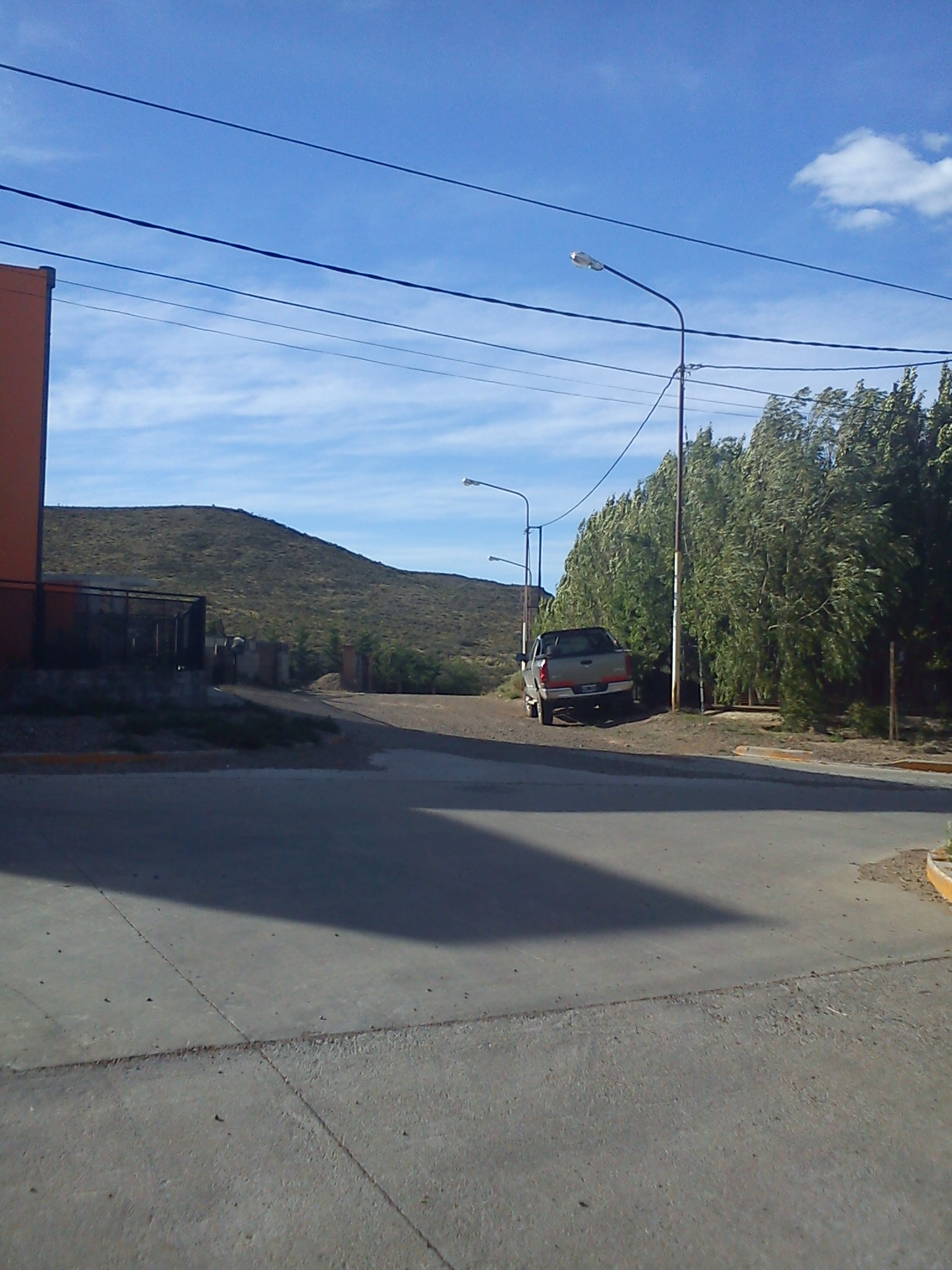
Cordones forestales que sirven como rompevientos.
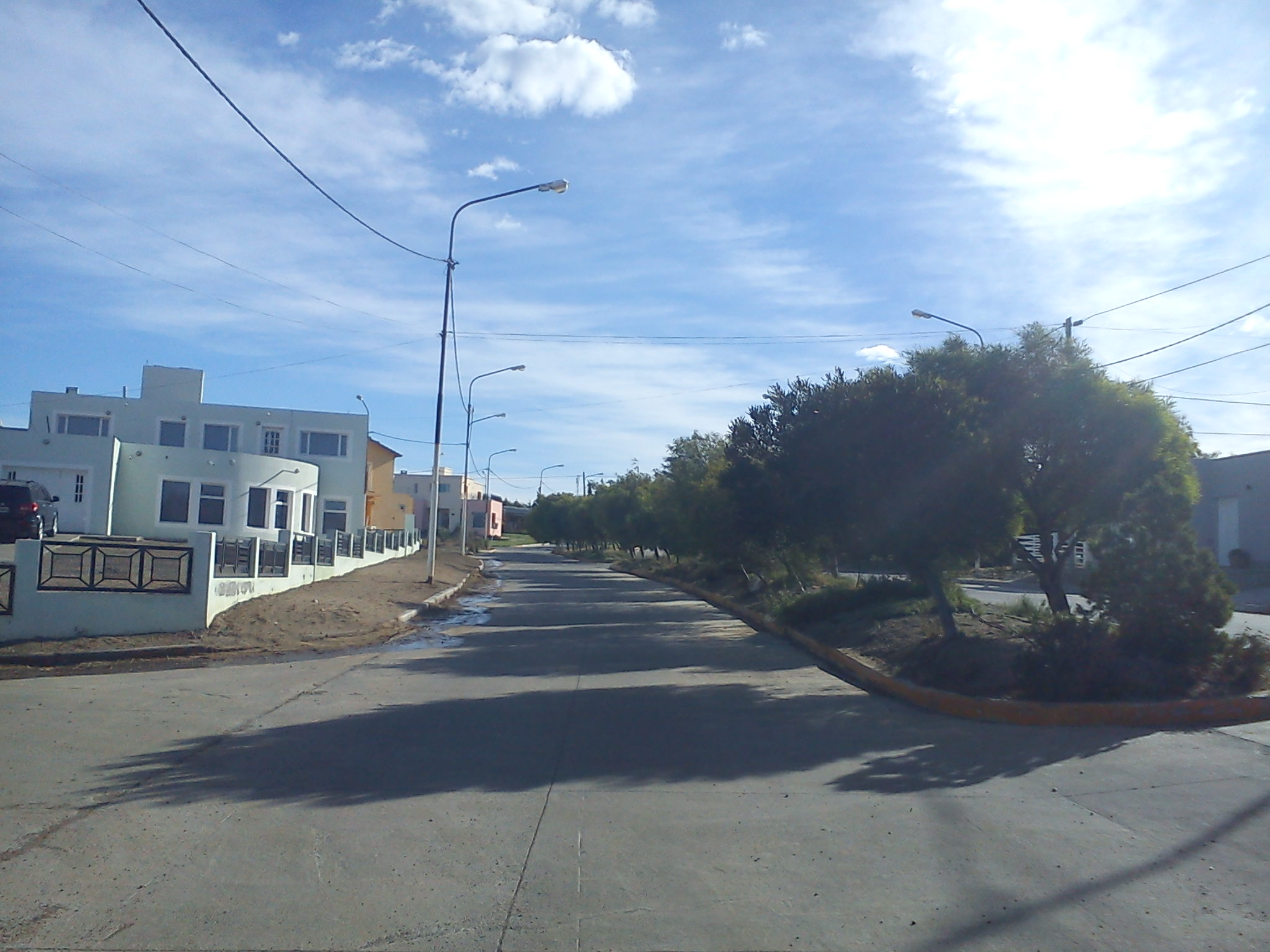
Nótese en la esquina como corre el agua, ignorancia del barrio.
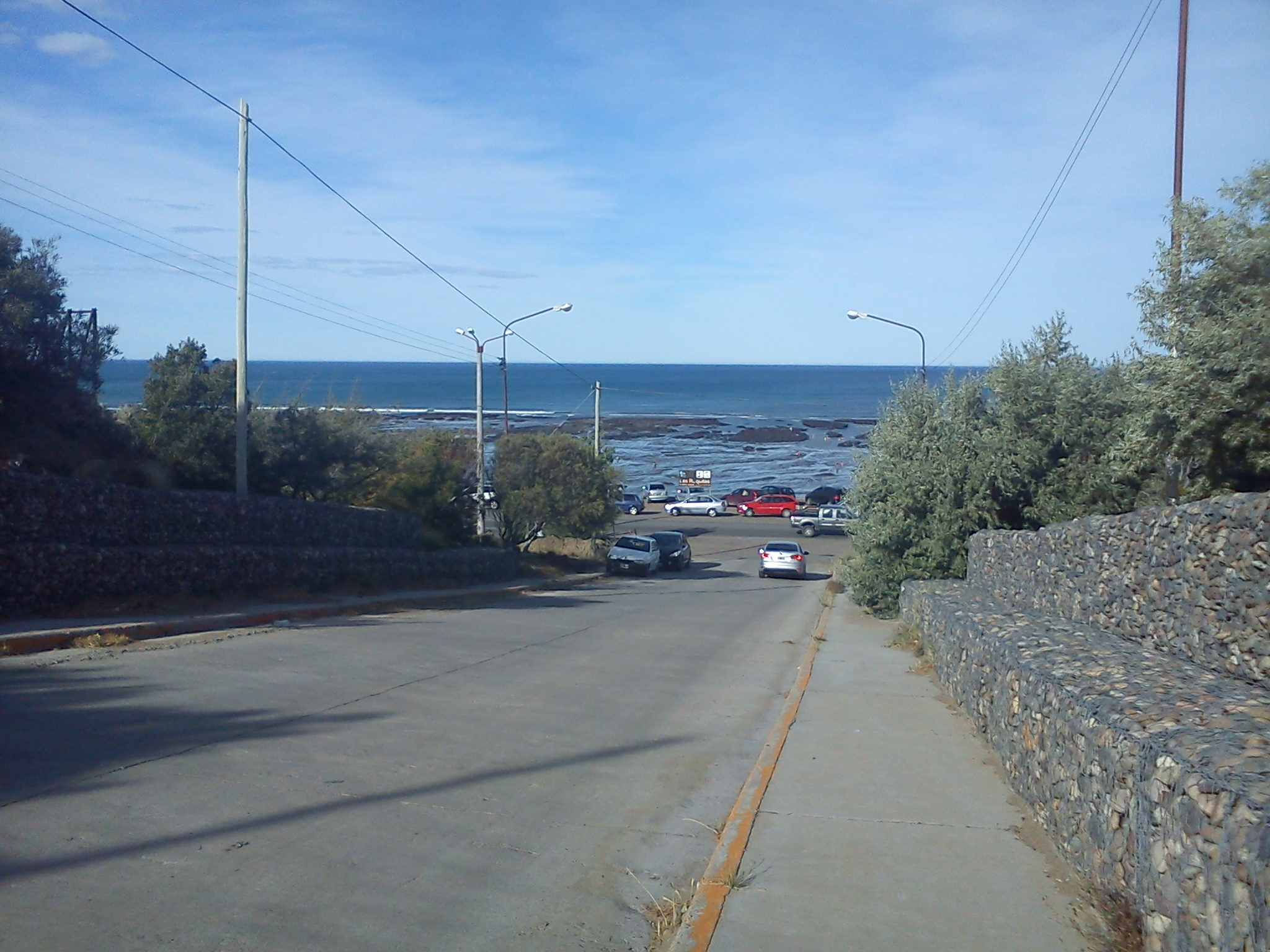
Entrada al barrio, a lo lejos se divisa la Playa Las Roquitas.

## Infraestructura comunitaria

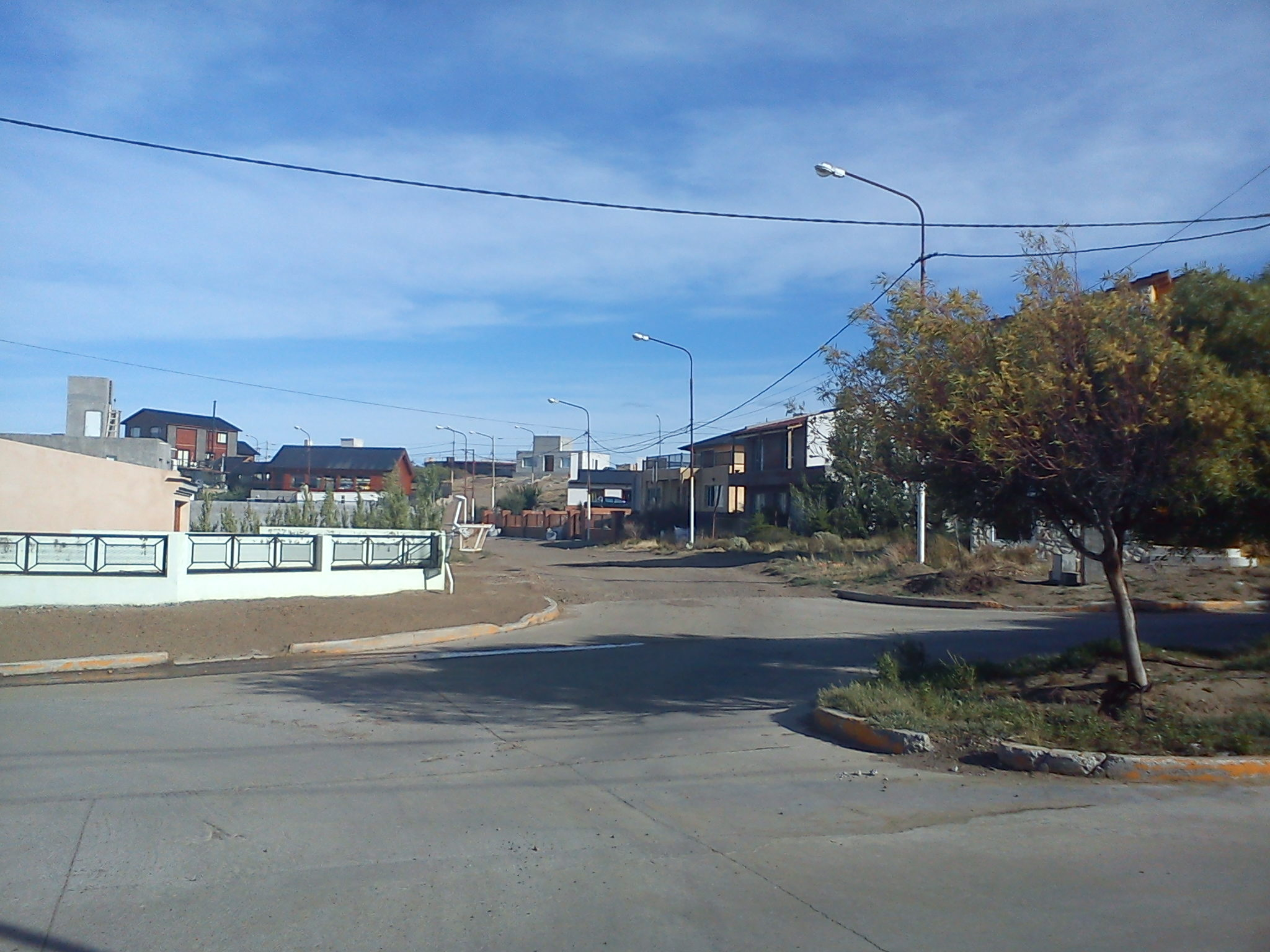
El barrio posee una altitud de 28

- Este barrio no posee ningún establecimiento comunitario.